# Субитизация

Количество объектов вне диапазона субитизации

Субитизация (от лат. subitus «внезапный») — функция восприятия, которая обеспечивает моментальное определение количества предметов в поле зрения, когда это количество укладывается в диапазон от одного до четырёх (диапазон субитизации). Этот термин ввёл Э. Л. Кауфман и его коллеги.
Для тех случаев, когда предлагается сосчитать от одного до четырёх предметов, оценка их количества происходит моментально и точно, в то время как для большего числа время на оценку увеличивается. Для количества, которое попадает в диапазон, затраченное на пересчёт предметов время укладывается в отрезок 40—100 мс на предмет, а для числа за его пределами — 250—350 мс.
Такой эффект наблюдается и у детей, и у взрослых, с границей в районе четырёх предметов, хотя детям может потребоваться чуть больше времени.
Из этого можно сделать предположение, что не существует объёма восприятия как такового, если понимать под этим количество предметов, которое можно моментально и чётко оценить при помощи когнитивных процессов, так как с каждым дополнительным предметом растёт время оценки. Тем не менее, внутри диапазона субитизации затраты на пересчёт предметов всегда меньше, будь то время ответа или его точность. Более того, «стоимость» каждого предмета заметно отличается для количества внутри диапазона субитизации и вне его.
Таким образом, хотя объёма восприятия может и не быть, похоже, что есть заметные отличия между тем, как визуальной системой оценивается количество объектов, когда их «мало» (то есть меньше четырёх) и когда их «много» (то есть больше четырёх). В 2006 году было проведено исследование, которое показало, что субитизация и пересчёт не ограничены визуальным восприятием, но дополняются и тактильным, когда наблюдателям предлагалось назвать количество подушечек их пальцев, которое стимулировали. Хотя существование субитизации тактильного восприятия все ещё под вопросом, этот эффект был многократно воспроизведен и поэтому может считаться надежным. Эффект субитирования был также получен при тактильном восприятии у врожденно слепых взрослых. Вместе эти результаты подтверждают идею о том, что субитирование является общим перцептивным механизмом, распространяющимся на слуховую и тактильную обработку.

## Пересчёт послеобразов
Как и предполагает происхождение термина, связанное с субитизацией ощущение — это моментальное понимание, какое количество объектов представлено в поле зрения, если оно попадает в соответствующий диапазон. Когда количество объектов становится больше, это чувство пропадает, приходится перемещать фокус внимания по сцене, пока все объекты не будут посчитаны. Возможность наблюдателей посчитать количество объектов может быть ограничена либо временем презентации объектов, либо последовательным их сокрытием, либо требованием отвечать как можно быстрее. Все эти процедуры не имеют почти никакого влияния на точность, когда количество попадает в диапазон субитизации. Эти техники могут ограничить способность наблюдателей считать объекты, уменьшая степень возможности перемещения ими «зоны внимания» последовательно в пределах сцены.
Эткинсон, Кэмпбэлл и Фрэнсис (Atkinson, Campbell, Francis) продемонстрировали, что можно задействовать визуальные послеобразы, чтобы достичь подобного эффекта. Они использовали световой импульс для освещения в темноте ряда из светлых дисков.
От наблюдателей требовалось сообщить, сколько дисков было представлено через 10 и через 60 секунд после экспозиции. Они могли видеть все диски в течение 10 секунд и воспринимать по крайней мере некоторые из них через 60 секунд.
Несмотря на достаточное для подсчета количества представленных дисков время, наблюдатели совершали систематические ошибки подсчета, когда количество выходило за диапазон субитизации (то есть 5—12 дисков), и через 10, и через 60 секунд. В то время как для попадающего в диапазон количества (то есть 1—4 диска) не было ни одной ошибки в обоих случаях.

## Структуры мозга, участвующие в субитизации и счете
Работа над пересчётом послеобразов даёт основание полагать, что для количества объектов внутри и вне диапазона субитизации задействованы разные когнитивные процессы. В этом случае встаёт возможность задействования разных цепочек в мозгу при субитизации и пересчёте. Тем не менее, функциональное медицинское исследование показало, что задействованы как общие, так и разные процессы.

### Симультанная агнозия
Симультанная агнозия — один из основных симптомов синдрома Балинта (Bálint), дает клиническое свидетельство в поддержку предположения о том, что субитизация и пересчёт могут задействовать анатомически разные области мозга. Пациенты с таким расстройством страдают от невозможности правильного восприятия визуальных сцен. Они не могут определить местонахождение объектов в пространстве ни путём взгляда на объект, ни указанием на объект, ни словесным описанием его местоположения. Несмотря на такие существенные симптомы, эти пациенты способны распознавать отдельные объекты. Ключевой момент в том, что люди с симультанной агнозией не могут пересчитать предметы за пределами диапазона субитизации, либо пропуская определённые объекты, либо засчитывая один и тот же объект несколько раз.
В то же время люди с симультанной агнозией не испытывают сложностей с подсчетом входящего в диапазон субитизации количества объектов. Само это расстройство связано с двусторонним повреждением теменной доли головного мозга, которая играет роль в пространственном перемещении внимания. Тем не менее, некоторые недавние исследования поставили под вопрос это заключение, обнаружив, что внимание как таковое также влияет на субитизацию.

### Поиск механизма пересчёта
Дальнейшие поиски отвечающих за субитизацию и пересчёт нервных процессов опираются на исследования здоровых наблюдателей с помощью позитронно-эмиссионной томографии. В этих исследованиях сравнивается активность мозга при пересчёте предметов внутри (1—4 объекта) и вне (5—8 объектов) диапазона субитизации.
Такие исследования показывают, что при субитизации и подсчёте происходит двусторонняя активация в затылочной экстрастриарной коре и высшей теменной доле/внутритеменной борозде большого мозга. Это оценили как свидетельство того, что задействованы общие процессы. Тем не менее, при пересчёте задействованы части нижней правой фронтальной области и передней поясной коры. Это дает основания полагать, что при пересчёте задействованы отдельные процессы, связанные с перемещением внимания.

## Применение в образовании
Исторически сложилось, что во многих системах осуществлялась попытка использовать субитизацию для определения полного или частичного количества. В двенадцатом веке учителя математики начали применять некоторые из этих систем, но часто переключались на более абстрактное кодирование цветом для представления количества в пределах десяти.
Алистер Кроули (Aleister Crowley) выступал в поддержку субитизации в 1913 году в Liber ΒΑΤΡΑΧΟΦΕΝΟΒΟΟΚΟΣΜΟΜΑΧΙΑ, опубликованной в работе «The Equinox».
Более позднее мета-исследование, объединяющее пять других, показало, что младенцы имеют врожденную способность видеть разницу в количестве из малого диапазона, и эта способность развивается со временем. К семи годам эта способность увеличивается до 4—7 объектов. Некоторые участники исследований утверждают, что детей можно натренировать субитизировать до 15 объектов.

### Счёты
В предполагаемом применении юпаны, системы счета инков, в объединённые желоба помещалось до пяти фишек. В китайских счетах используется 4 или 5 костяшек, которые субитизируются, для единиц, и одна или две отдельные костяшки для обозначения пятерок. Это позволяет производить операции с многозначными числами, такие как сложение и вычитание, без субитизации за пределами пяти.
В европейских счетах используется по десять костяшек на регистр. Обычно они разделяются по пятеркам при помощи цвета.

### Инструменты обучения в двадцатом веке
Идея о моментальном распознании количества была принята несколькими педагогическими системами, такими как педагогика Монтессори, счетные палочки Куисенэра (Cuisenaire) и система Дьенеша (Dienes). Тем не менее, эти системы лишь частично используют субитизацию, пытаясь сделать моментально распознаваемыми все количества в пределах от 1 до 10. Для достижения этой цели в них используется цвет и длина палочек или нитей с костяшками для соответствующих чисел. Распознавание таких визуальных и тактильных представлений количества задействует отличные от субитизации умственные процессы.

## Другие применения
Одно из основных применений — это группировка разрядов в больших числах, что позволяет оценить размер числа, мельком взглянув на него, а не пересчитывая цифры. Например, запись миллиона (1000000) в форме 1,000,000 (или 1.000.000 или 1 000 000) или одного миллиарда (1000000000) как 1,000,000,000 (или в других формах вроде 1,00,00,00,000 для Индии) гораздо легче для восприятия. Это особенно важно в таких областях, как бухгалтерия и финансы, где ошибка в одном разряде меняет значение в десять раз. Такая запись также встречается в языках программирования для представления чисел в виде строк.
В игральных костях, картах и других принадлежностях традиционно применяется разбиение количества на субитизируемые группы с узнаваемыми шаблонами.